# آسفالت ۶: آدرنالین
آسفالت ۶: آدرنالین (انگلیسی: Asphalt 6: Adrenaline) یک بازی ویدئویی مسابقه‌ای تک‌نفره و چندنفره برای سکوهای آی‌اواس، اواس ده، اندروید، سیمبیان ۳، تلفن همراه، وب‌اواس، بلک‌بری پلی‌بوک و بادا می‌باشد که توسط گیم‌لافت توسعه و نشر پیدا کرده‌است.
این بازی که جزوی از سری آسفالت می‌باشد، اولین بار در ۲۱ دسامبر ۲۰۱۰ به صورت توزیع دیجیتال منتشر شد.